# Aethiophysa surinamensis
Aethiophysa surinamensis là một loài bướm đêm trong họ Crambidae.